# Coandă-1910
Chiếc Coandă-1910, được thiết kế bởi nhà phát minh người Rumani Henri Coandă, là một thiết kế máy bay 2 tầng cánh độc đáo được cung cấp lực đẩy bằng cánh quạt ngầm trong ống. Coandă gọi nó là "turbo-propulseur" (Động cơ turbo), động cơ thử nghiệm của nó bao gồm một động cơ pistol dẫn động máy thổi ly tâm nhiều cánh thải vào 1 ống dẫn. Chiếc máy bay lạ thường đã thu hút sự chú ý tại Triển lãm hàng không Paris tổ chức lần thứ 2 vào tháng 10 năm 1910, là mẫu duy nhất tại triển lãm không có cánh quạt, nhưng chiếc máy bay không được triển lãm sau đó và nó đã không được công chúng biết đến. Coandă đã sử dụng 1 động cơ phản lực cánh quạt tương tự để lái xe trượt tuyết, nhưng ông không phát triển thêm cho máy bay.
Nhiều thập kỷ sau đó, sau khi trình diễn thực tế động cơ nhiệt và động cơ phản lực turbo, Coandă bắt đầu viết nên những câu chuyện mâu thuẫn khác nhau về những thí nghiệm đầu tiên của ông đã mở ra kỷ nghuyên phản lực, thậm chí rằng động cơ turbo của ông mới là động cơ phản lực đầu tiên với buồng đốt nhiên liệu trực tiếp cùng với dòng khí nạp. Ông cũng tuyến bố là đã thực hiện chuyến bay ngắn vào tháng 12 năm 1910 và bị rơi sau khi cất cánh khiến máy bay bị lửa thiêu rụi. Hai nhà sử học hàng không đã phản bác lại những câu chuyện của Coandă và cho rằng không có bằng chứng nào cho thấy buồng đốt nhiên liệu thực sự tồn tại cũng như không có bằng chứng cho thấy chiếc máy bay của Coandă đã từng cất cánh. Năm 1965, Coandă đã đưa ra các bản vẽ để chứng minh các tuyên bố của mình về ống dẫn buồng đốt nhưng chúng đã được chứng minh là bản chỉnh sửa và khác biệt đáng kể so với bản vẽ gốc. Một vài nhà sử học Anh đã bác bỏ và tuyên bố thiết kế động cơ phản lực cánh quạt của Coandă tạo ra một dòng khí phản lực yếu từ lực gió, không phải một luồng khí phản lực cơ khí mạnh.
Năm 2010, dựa trên quan điểm cho rằng Coandă là người phát minh ra máy bay phản lực đầu tiên, kỷ niệm 100 năm ngày chiếc Coandă 1910 ra đời đã được tổ chức ở Romania. Một đồng xu và một con tem đặc biệt được phát hành; họ còn chế tạo một máy bay có thể bay được dựa trên bản thiết kế của chiếc Coandă-1910. Tại Nghị viện châu Âu, một cuộc triển lãm đã được tiến hành nhằm kỷ niệm cho việc chế tạo và thử nghiệm chiếc Coandă-1910.

## Những phát triển ban đầu
Coandă đã tỏ ra hứng thú trong việc đạt được chuyến bay phản lực vào đầu năm 1905, tiến hành thử tên lửa gắn vào máy bay mô hình tại cơ sở sản xuất vũ khí của Quân đội Rumania tại Bucharest. Trong bí mật, tại Spandau, Đức, Coandă đã thử nghiệm thành công máy bay với một cánh quạt phía trước, và 2 cánh quạt quay ngược chiều cung cấp lực nâng, được cung cấp bởi động cơ Antoinette 50-hp (37 kW). Được định vị dọc theo đường trục thân máy bay, cánh quạt nâng phía sau nhỏ hơn được lắp thằng đứng trong khi chiếc cánh quạt lớn hơn phía trước hơi nghiêng một chút về phía trước ở góc 17 độ. Theo những tuyên bố sau đó, Coandă đã thử nghiệm chiếc máy bay ở Cassel, dưới sự chứng kiến của Thủ tướng đế chế Đức Bernhard von Bülow. Vào khoảng thời gian này, Coandă bắt đầu quan tâm tới động cơ phản lực. Sau này, ông nói rằng máy bay và động cơ phản lực cánh quạt đã được trình diễn tháng 12 năm 1907 tại nhà thi đấu thể thao Sporthalle, Berlin.
Coandă đã tiếp tục quá trình học của mình tại Liege, Bỉ, tại đây cùng với bạn cùng phòng và Giovanni Battista Caproni, ông đã chế tạo thành công tàu lượn Coandă-Caproni dựa theo thiết kế của Otto Lilienthal và Octave Chanute. Năm 1909 ông được nhận vào làm giám đốc kỹ thuật của Liège-Spa Aeroclub, và cuối năm đó, với sự giúp đỡ của nhà sản xuất ô tô Joachim, ông đã chế tạo thành công tàu lượn Coandă-Joachim. Caproni cũng có mặt khi chiếc tàu lượn thực hiện chuyến bay đầu tiên tại Spa-Malchamps, Bỉ.

## Những năm 1910s

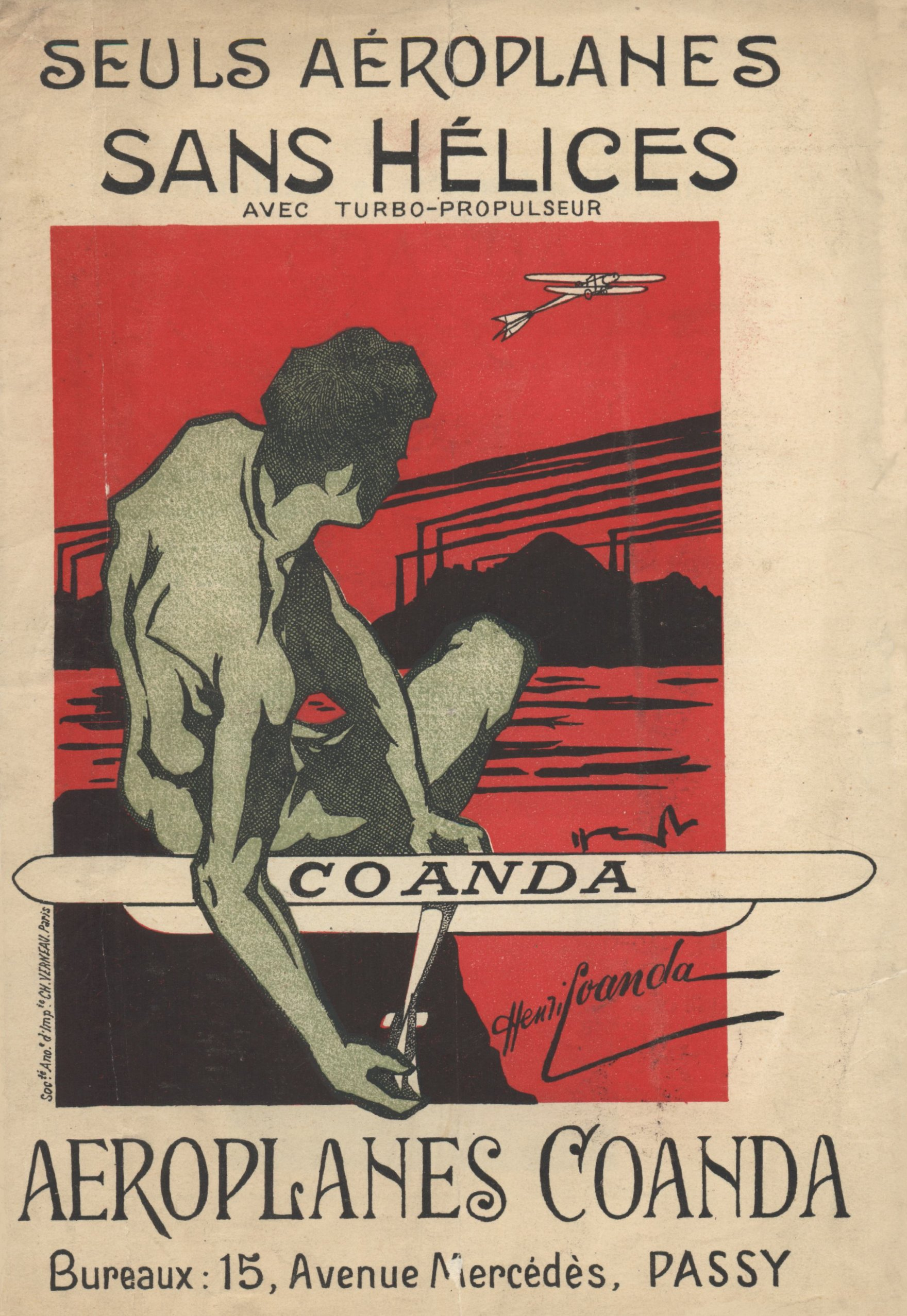
"Chiếc máy bay duy nhất không có cánh quạt". Tranh quảng cáo tại triển lãm Paris năm 1910.

Coandă đã tới Paris sau khi trường đại học École supérieure d'aéronautique et de constructions mécaniques khai trương vào ngày 15 tháng 11 năm 1909. Nối tiếp các thí nghiệm tại Bỉ của ông, nhất là để thí nghiệm kiểm tra biên dạng cánh ở tốc độ lớn hơn, ông đã liên hệ với Ernest Archdeacon, người sáng lập L'Aero-Club de France, người sau này sẽ giới thiệu Coandă với Gustav Eiffel và Paul Painlevé. Nhờ đó, ông đã được chấp thuận để thử nghiệm các cấu hình cánh khác nhau và sức cản của không khí trên một bệ do Eiffel gắn ở phía trước một đầu máy xe lửa trên tuyến đường sắt phía bắc nước Pháp. Vào tháng 3, ông bắt đầu học lái máy bay trên một chiếc máy bay 1 tầng cánh Hanriot tại Reims.
Được người bạn cùng trường Cammarotta-AdornoIn giúp đỡ, Coandă bắt đầu chế tạo chiếc máy bay hai tầng cánh với bộ tăng áp động cơ phản lực tại xưởng trong sân nhà mình. Ông đã thử nghiệm lực đẩy của động cơ trên máy đo lực kế và xuất bản kết quả trong ấn bản tháng 4 năm 1910 của tạp chí La Technique Aéronautique. Coandă đã nộp đơn xin bằng sáng chế cho thiết kế cơ khí và thiết kế máy bay vào ngày 30 tháng 5 năm 1910.
Coandă đã trưng bày mẫu chiếc Coandă-1910 tại Triển lãm hàng không Paris lần thứ 2 tổ chức từ 15 tháng 10 đến 2 tháng 11 năm 1910. Cùng với mẫu máy bay Hydravion của Henri Fabre, Chiếc thủy phi cơ đầu tiên, Máy bay và các thiết bị của Coandă được sử dụng cho các thí nghiệm khí động học đã được đặt ở một vị trí tách biệt trong một phòng trưng bày trên lầu, tách biệt hẳn với các loại máy bay thông thường tại tầng triển lãm chính.
Việc chế tạo máy bay phản lực là một khái niệm mới vào thời đó. Khác với thiết kế trong đơn xin bằng sáng chế vào tháng 7 năm 1910, tại cuộc triển lãm là một chiếc máy bay 2 tầng cánh mặc dù đã gặp nhiều khó khăn để chế tạo, ông đã giải quyết được vấn đề kiểm soát độ ổn định hai bên. Các cánh hẫng đã được gắn cố định tại 3 điểm bằng thanh chống bằng thép hình ống mà không có bất kỳ dây điều khiển bay nào. Theo mô tả của Coandă, cánh được xây dựng bằng các thanh (hàng không) kim loại, nhưng những bức ảnh chụp trong quá trình chế tạo cho thấy một cấu trúc bên trong hoàn toàn bằng gỗ. Các cạnh sau của cánh trên có thể được xoắn riêng biệt hoặc cùng với nhau để điều khiển bằng bàn đạp trong buồng lái mở có 2 chỗ ngồi. Thân máy bay được sơn màu nâu đỏ và được đánh bóng. Nó được mô tả bởi tạp chí Kỹ thuật toàn cầu như là có khung bằng thép, mặc dù khung gỗ được sử dụng trong quá trình chế tạo. Nó có mặt cắt ngang hình tam giác với các đường gân lồi được viền bằng các dải thép và được gia cố bằng một lớp ván ép đúc hình nhiệt. Bộ tản nhiệt hình ống để làm mát động cơ được đặt hai bên buồng lái. Các thanh chống dọc từ các cánh được giữ chặt vào thân máy bay bằng các vòng thép được cố định bằng vít. Cuối thân máy bay là đuôi máy bay dạng chữ thập với các bề mặt kiểm soát ở góc 45° với phương thằng đứng và phương ngang. Bốn bề mặt hình tam giác ở phía sau đuôi được điều khiển bằng cách sử dụng một cặp banh lái kiểu Antoinette VII gắn bên ngoài buồng lái mỗi bên một chiếc, sử dụng để điều khiển hướng và độ cao. Đây là một cấu hình lái kiểu bánh lái đuôi chữ V sơ khai. Phía trước của đuôi là một bộ ổn định theo phương ngang nhỏ. Bình nhiên liệu được đặt trong thân giữa động cơ và khoang lái.
Một tính năng đáng chú ý nhất của chiếc máy bay đó là động cơ của nó. Thay vì một cánh quạt, một động cơ đốt trong làm mát bằng nước trực tiếp có công suất 50 Mã lực (37 kW) chế tạo bởi Pierre Clerget tại xưởng của Clément-Bayard với nguồn tài trợ từ L'Aero-Club de France, được đặt phía trước máy bay, dẫn động một máy nén quay qua bộ truyền động với tỉ số truyền 1:4 (1,000 vòng/phút qua động cơ của Clerget quay máy nén với tốc độ 4,000 vòng/phút), hút không khí từ phía trước, đẩy nó ra phía sau nhờ nén và gia nhiệt. Máy nén, có đường kính 50 cm, được đặt trong một ống lồng ngay phía trước thân máy bay. Theo những mô tả của Coandă sau này, các thành phần nhôm đúc cũng được chế tạo bởi Clerget giúp tạo ra động cơ có trọng lượng 1,8 kilôgam trên kilôwatt (2,9 lb/hp) – tương đương với tỷ lệ công suất trên trọng lượng là 0,59 kilôwatt trên kilôgam (0,36 hp/lb), đây là một thành tựu đáng kể vào thời điểm đó.
Bản vẽ của Coandă những năm 1910s miêu tả khí xả bên trong động cơ piston được đi qua các kênh dẫn gia nhiệt hoặc bộ trao đổi nhiệt trong khi tiếp xúc với dòng không khí trung tâm, sau đó được hút vào đầu vào của máy nén khí để giảm áp suất động cơ đồng thời gia tăng nhiệt và khối lượng cho dòng khí. Bộ tăng áp động cơ phản lực được tuyên bố có khả năng tạo ra lực đẩy 2,20 kilônewtơn (220 kgf; 490 lbf). Động cơ được gọi vào thời điểm đó với nhiều cái tên khác nhau: tuabin không có cánh quạt, bộ tăng áp động cơ phản lực, quạt kênh ống dẫn hoặc tuabin hút.

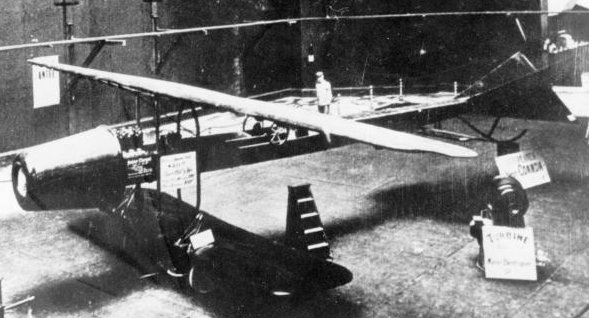
Hình ảnh chụp từ trên cao, động cơ Clerget ở phía sau máy nén li tâm. Cánh trên và dưới được gắn trên các ống thép kéo dai từ thân máy bay. Có thể thất một người đàn ông đứng trên thân máy bay gần 2 tay lái và kết cấu bánh lái hình chữ X kiểu Antoinette VII

Các phóng viên hàng không từ tờ The Aero và La Technique Aeronautique đã nghi ngờ rằng liệu động cơ có thể cung cấp đủ lực đẩy cần thiết. Động cơ của chiếc Coandă được ghi nhận trong tờ báo The aero, tái bản trong Aircraft là "có tỉ lệ nhỏ đáng kể so với kích thước của máy bay" Người phóng viên cho hay bộ tăng áp động cơ phản lực "được tuyên bố là sẽ cung cấp tốc độ gió cực lớn", nhưng dường như diện tích của hút khí quá nhỏ để có thể tạo ra lực đẩy như yêu cầu, và "nó cũng có vẻ như là cẩn phải có năng lượng lớn để có thể hoạt động", more than supplied by the Clerget.
Chiếc Coandă-1910 được cho là đã được bán cho Charles Weymann vào tháng 10 năm 1910. Một tờ nhật báo từ Bucharest đã viết vào năm 1910 là chiếc máy bay đã được chế tạo trong các xưởng của Clerget và nó sẽ bay trong 6-7 tuần gần Paris, do Weymann lái, một trong những phi công đã tham gia buổi mít tinh hàng không tại Rennes." Một tờ báo khác của Bucharest đã liệt kê chiếc máy bay đã bán được nhiều gấp đôi trong tháng 11. Có thể là Weymann đã bày tỏ mong muốn mua chiếc máy bay này ngay sau các cuộc thử nghiệm diễn ra.
Tại triển lãm, phản ứng của những người đến quan sát là trái chiều, một số nghi ngờ chiếc máy bay liệu sẽ bay được, và tập trung vào các máy bay thông thường như chiếc Sloan, chiếc của Voisin, hay thiết kế của Louis Paulhan. Những người khác đã chú ý đến Coandă-1910, và gọi nó là một chiếc máy bay cơ bản và khéo léo. Phóng viên tờ La Technique Aeronautique viết, "Vì thiếu các thử nghiệm để đánh giá năng suất máy bay, còn quá sớm để nói rằng nó có thể thay thế cánh quạt thông thường ... nhưng nó rất thú vị và chúng tôi sẽ tiếp tục theo dõi nó." Báo cáo chính thức của triển lãm đã bỏ qua bộ tăng áp động cơ phản lực, thay vào đó đã mô tả thiết kế cánh mới lạ của Coandă và đuôi cánh lạ thường. Ngày 15 tháng 11 năm 1910, tờ L'Aérophile viết rằng nếu chiếc máy bay được phát triển thành công thì nó sẽ là "một giấc mơ đẹp" của nhà thiết kế.

Sau cuộc triển lãm, chiếc máy bay đã được đưa đến xưởng Clément-Bayard tại Issy-les-Moulineaux để tiếp tục thử nghiệm thêm. Công nghệ động cơ của chiếc máy bay này nằm trong bằng sáng chế được cấp vào ngày 3 tháng 12 năm 1910. Một nhóm các nhà điều tra người Romania hiện tại đã xem xét các bức ảnh có từ năm 1910 và kết luật rằng máy nén khí quay được đưa ra tại triển lãm có đặc tính kết hợp giữa hai loại máy, một cái có bằng sáng chế ngày 30 tháng 5 năm 1910 và một cái trong đơn xin bằng sáng chế sau này. Những nhà điều tra tìm ra, cỗ máy tại triển lãm có hệ thống điều khiển được đơn giản hóa, một cánh quạt với hình nón hút khí bé hơn, và thiếu hệ thống trao đổi nhiệt từ khí xả. Theo Gérard Hartmann trong cuốn Dossiers historiques et techniques aéronautique française, hệ thống đẩy chỉ tạo ra được lực đẩy 170 N (17 kgf; 38 lbf), và để có thể tạo ra đủ lực đẩy để giúp chiếc máy bay cất cánh (theo như Coandă ước tính là 240 N (24 kgf; 54 lbf)) Coandă sẽ phải chế tạo "tuabin" quay với tốc độ 7,000 rpm điều này sẽ gây ra nguy cơ động cơ bị phát nổ.
Henri Mirguet viết trên tờ L'Aérophile tháng 1 năm 1912, nhắc lại về chiếc Coandă là một "mẫu thiết kế thu hút" trong cuộc triển lãm năm 1910. Ông viết rằng Coandă đã trả lời những câu hỏi của ông về máy bay tăng áp động cơ phản lực tại cuộc triển lãm trước đó và nói chiếc máy bay có thể đạt đến tốc độ 112 km/h (70 mph) trong một vài "chuyến bay thử nghiệm". Mirgruet nghi ngờ về tính xác thực đó và chờ được xác nhận nhưng điều đó đã không xảy ra.

## Những phát triển liên quan

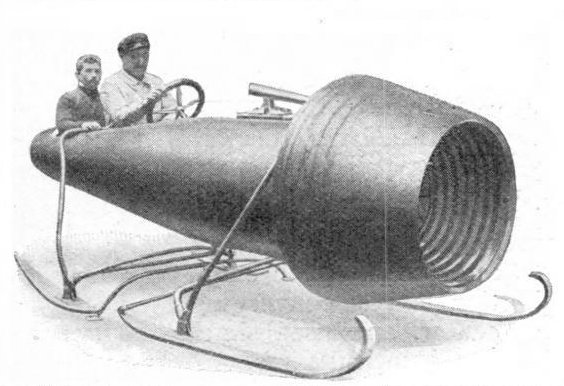
Động cơ của chiếc Coandă cũng được sử dụng trên một chiếc xe trượt thiết kế cho Đại công tước Cyril của Nga.

Đơn xin cấp bằng sáng chế bộ tăng áp động cơ phản lực vào ngày 3 tháng 11 năm 1910, nó được thực hiện trên một chiếc xe trượt có động cơ và hai chỗ ngồi do Đại công tước Cyril của Nga yêu cầu. Cùng với sự giúp đỡ của chuyên gia đóng tàu Despujols và nhà sản xuất động cơ Gregoire, Coandă đã chế tạo thành công một chiếc xe trượt có gắn động cơ hai chỗ ngồi và trang bị bộ tăng áp động cơ phản lực của hãng Gregoire có công suất 30 hp (22 kW). Chiếc xe trượt được ban phước bởi các linh mục Chính thống giáo Nga tại nhà máy Despujols gần Paris ngày 2 tháng 12 năm 1910. Hôm sau, nó được trưng bày trong 2 tuần tại triển lãm ô tô lần thứ 12 của Pháp cùng với ô tô chạy bằng động cơ Gregoire. Một số tạp chí về ô tô và các tạp chí khác đã đăng ảnh và bản phác thảo của xe trượt. Một phiên bản thiết kế bộ tăng áp động cơ phản lực của Coandă cũng được trình diễn lần thứ 2 cuối năm 1910 tại triển lãm Grand Palais tại Paris. Một tạp chí viết rằng tốc độ dự kiến đạt được là 60 mph (97 km/h), nhưng không có tài liệu nào về cuộc thử nghiệm.